# Federazione europea dei centri di ricerca e di informazione sul settarismo
La Federazione europea dei centri di ricerca e di informazione sul settarismo (in francese "Fédération européenne des centres de recherche et d'information sur le sectarisme" (FECRIS), è un'associazione no-profit con sede a Marsiglia, fondata a Parigi il 30 giugno 1994 . Si propone come organizzazione ombrello che racchiude le associazioni che difendono le vittime degli abusi delle sette e di tutti i gruppi costrittivi e totalitari in più di trenta paesi, cinque dei quali non europei.
La Fecris si definisce come "neutrale dal punto di vista politico, filosofico e religioso".
Il FECRIS ha ottenuto nel 2005 il Participatory Status dal Consiglio d'Europa.
Nel 2009 alla FECRIS è stato concesso lo status consultivo speciale presso l'ECOSOC, il Consiglio economico e Sociale delle Nazioni Unite (ONU).
Nel 2010 la FECRIS è diventata una ONG con la piattaforma dei diritti fondamentali dell'Unione Europea, FRP, che promuove il rispetto dei diritti umani e delle libertà fondamentali.
L'attuale presidente è Daniéle Muller-Tulli, che succede al politico britannico Thomas Geoffrey Sackville.
Il Comitato Scientifico è costituito da Janja Lalich, David Clark, Luigi Corvaglia, Jean-Pierre Jougla.

## Membri
Germania
- Aktion fur geistige und psychische Freiheit E.V. (AGPFeV)
- Seketen Beratung Bremen
- Niedersachische Elterninitiative gegen den Missbrauch der Religion (EGMR)
- Sekten-info Essen (SIE)

Russia
- Centro d'informazione e consulenza nel nome del santo Ireneo di Lione (ortodossa)

Austria
- Gesellschaft gegen Sekten und Kult gefahren

Belgio
- Vereniging ter verediging van persoon en gezin (VVPS)
- Contacts et Informations sur les Groupes Sectaires (CIGS)

Spagna
- Assesoramento informacion sobre sectas (ais)

Francia
- Centre contre les manipulations mentales|Centre de documentation, d'éducation & d'action contre les manipulations mentales - centre Roger Ikor (CCMM)
- Union nationale des associations de défense des familles et de l'individu (UNADFI)
- Groupe d'étude des mouvements de pensee en vue de la prévention des individus (GEMPPI)

Regno Unito
- Cult Information Centre (CIC)
- FAIR Family Action Information Resource

Italia
- Centro Studio Abusi Psicologici (CeSAP)
- Associazione Familiari Vittime delle Sette (FAVIS)
- AIVS OdV Associazione Italiana Vittime delle Sette OdV (Organizzazione di Volontariato)
- Forum delle Associazioni italiane di ricerca, informazione e contrasto dei movimenti settari e dei culti abusanti[2].

Polonia
- Ruch obrony rodziny i jednostky polish family association (RORIJ)
- Polish Family Association

Svezia
- Föreningen Rädda Individen (FRI)

Svizzera
- Schweizerische Arbeitgemeinschaft Destruktive Kulte (SADK)
- Association suisse pour la defense de la famille & de l'individu (ASDFI)